# Biskupi Goroka
Biskupi Goroka – biskupi diecezjalni wikariatu apostolskiego, a od 1966 diecezji Goroka.

## Biskupi

### Biskupi diecezjalni
| Lata urzędowania | Biskup | Biskup                   | Uwagi                                                  |
| ---------------- | ------ | ------------------------ | ------------------------------------------------------ |
|                  |        | Bernard Schilling SVD    | wikariusz Goroka w latach 1959–1966                    |
| 1966–1980        |        | John Edward Cohill SVD   |                                                        |
| 1980–1987        |        | Raymond Rodly Caesar SVD |                                                        |
| 1988–1994        |        | Michael Marai            |                                                        |
|                  |        | Michael Meier SVD        | administrator apostolski sede plena w latach 1991–1995 |
| 1995–2016        |        | Francesco Sarego SVD     |                                                        |
| 2016–2020        |        | Dariusz Kałuża MSF       | następnie biskup diecezjalny Bougainville              |
| od 2022          |        | Walenty Gryk SVD         |                                                        |